# Aurelio Mosquera Narváez

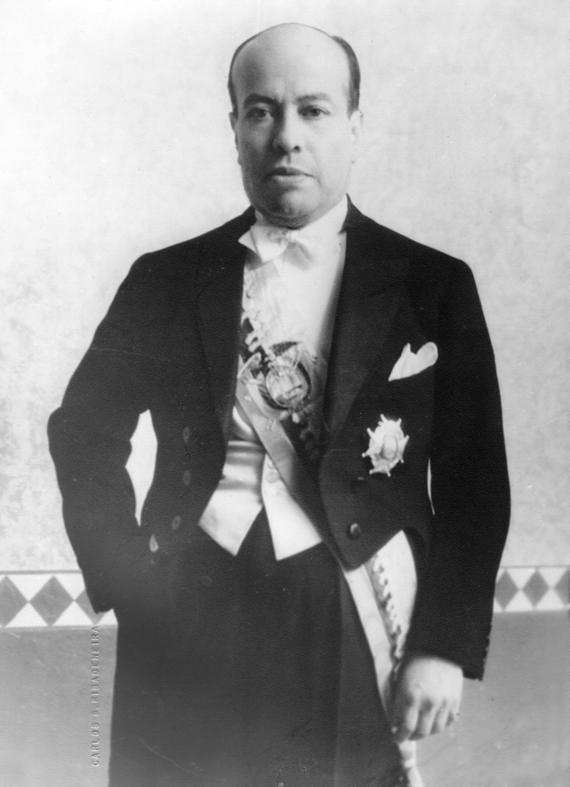
Aurelio Mosquera Narváez (um 1938)

Aurelio Mosquera Narváez (* 2. August 1883 in Quito; † 16. November 1939 ebenda) war ein ecuadorianischer Mediziner und Politiker und von 2. Dezember 1938 bis zu seinem Tod am 16. November 1939 Präsident seines Landes.
Mosquera schloss sein Studium der Medizin an der Universidad Central del Ecuador 1907 mit der Promotion als Chirurg ab und arbeitete an dieser Universität ab 1908 als Dozent und ab 1928 als Rektor. Er war Mitglied der Partido Liberal Radical Ecuatoriano und Senator. Die Umstände seines Todes sind weiterhin ungeklärt. Es wird darüber spekuliert, ob es sich um einen Suizid handelte.